# Ards (district)
Ards is een voormalig district in Noord-Ierland. Het is sinds 2015 deel van het district Ards and North Down. 
Ards telde in 2007 77.100 inwoners. De oppervlakte bedraagt 376 km², de bevolkingsdichtheid is 205,1 inwoners per km².
Van de bevolking is 82,5% protestant en 12,6% katholiek.
Het district lag grotendeels rond het Strangford Lough en grensde in het oosten aan de Ierse Zee
Antrim · Ards · Armagh · Ballymena · Ballymoney · Banbridge · Belfast · Carrickfergus · Castlereagh · Coleraine · Cookstown · Craigavon · Derry (Londonderry) · Down · Dungannon en South Tyrone · Fermanagh · Larne · Limavady · Lisburn · Magherafelt · Moyle · Newry and Mourne · Newtownabbey · North Down · Omagh · Strabane